# Team Rosberg
Team Rosberg est une écurie allemande, fondée par Keke Rosberg, champion du monde de Formule 1 en 1982 et par Arno Zensen, en 1994. Cette écurie a participé à diverses formules de promotion de monoplaces, mais aussi à des championnats de voitures de tourisme.
Après sa retraite de la Formule 1 en 1986, Keke Rosberg resta impliqué dans le sport automobile, en participant avec Peugeot, au Championnat du monde des voitures de sport au début des années 1990. Il participa également au Deutsche Tourenwagen Meisterschaft, ancêtre du Deutsche Tourenwagen Masters, en 1992 pour Mercedes-Benz puis pour Opel Team Joest. C'est après cela, qu'il fonda le Team Rosberg avec Arno Zensen.

## Monoplaces

### 1999: les débuts en monoplace
En 1999, l'équipe fait ses débuts en monoplaces en Championnat d'Allemagne de Formule 3 et en Formule BMW. Dans le premier championnat, malgré trois voitures alignées, seul Pierre Kaffer arrive à se démarquer en terminant à la huitième place finale du championnat. Dans le deuxième championnat, avec trois voitures alignées, les pilotes du Team Rosberg terminent deuxième (Giorgio Matacaff) et troisième (Hannu Wiinikainen).

### 2000-2001: De nouveaux podiums finaux en Formule BMW et première victoire en F3 allemande
Le Team Rosberg réduit sa présence en Championnat d'Allemagne de Formule 3, avec deux voitures qui feront une saison ratée (21e et 28e), mais renforce sa présence en Formule BMW avec quatre voitures. Une nouvelle fois, un des pilotes de l'équipe de Keke Rosberg termine vice-champion de Formule BMW. Il s'agit de Kimmo Liimatainen. L'Autrichien Christian Klien participe au même championnat, mais avec moins de succès, car il termine onzième. Klien est de nouveau aligné par Rosberg, en tant que leader d'équipe, en 2001, et remporte cinq victoires et treize podiums en 19 courses pour une troisième place finale au championnat. En parallèle, durant la même année, Gary Paffett signe la première victoire de l'équipe en F3 allemande et finit sixième du championnat.

### 2002: l'apogée et les titres

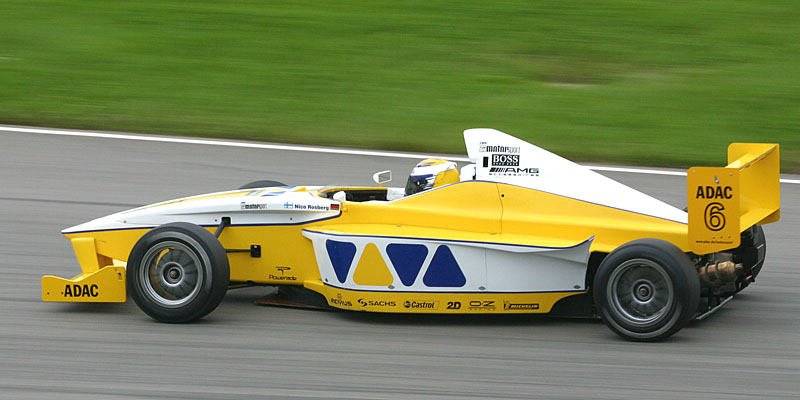
Nico Rosberg, champion de Formule BMW, en 2002.

En Championnat d'Allemagne de Formule 3, Gary Paffett domine le championnat, remporte huit podiums, dont sept victoires, pour un nombre de 17 courses réalisées. Le titre Constructeurs est même remporté. C'est la dernière année du Team Rosberg dans cette compétition.
Nico Rosberg, fils de Keke Rosberg, est la révélation de l'année, car il remporte la Formule BMW, avec 264 points, 13 podiums, mais surtout 9 victoires, avec le Team Rosberg, dénommé ici, VIVA Racing.

### 2003-2005: F3 Euro Series, A1 Grand Prix, puis désengagement en monoplaces
Rosberg fut promu en Formule 3 Euro Series. Le Team Rosberg le suivit et Nico continua la compétition dans l'écurie de son père. Il resta deux ans, dans ce championnat, avec comme coéquipier Andreas Zuber qu'il domina assez facilement. En deux ans, il remporta quatre victoires, et décrocha la quatrième place finale en 2004. Il fut donc envoyé en GP2 Series, dans une écurie différente du Team Rosberg. Sans Nico Rosberg, l'équipe continua un an en F3 Euro Series, avec Giedo Van der Garde (deux podiums) et Kohei Hirate (un podium),.
Team Rosberg devint, l'écurie de l'équipe d'Autriche, en A1 Grand Prix, en 2005. Mais en raison d'un manque de résultats notables, l'Autriche se retira après une saison et le Team Rosberg termina 19e avec 14 points. Au même moment, l'écurie décide de se retirer de la Formule BMW ADAC et de la Formule 3 Euro Series, pour mieux se concentrer sur le DTM, le championnat allemand de voitures de tourisme.

### Résultats en monoplaces

#### Résultats en A1 Grand Prix
| Saison    | Voiture    | Équipe          | Victoires | Poles | Meilleurs tours | Points | C.C. |
| --------- | ---------- | --------------- | --------- | ----- | --------------- | ------ | ---- |
| 2005-2006 | Lola-Zytek | A1 Team Austria | 0         | 0     | 0               | 14     | 19e  |

#### Résultats en Formule 3 Euro Series
| Saison | Voiture                       | Pilotes             | Victoires | Pole positions | Meilleurs tours | Points | C.P. | C.C. |
| ------ | ----------------------------- | ------------------- | --------- | -------------- | --------------- | ------ | ---- | ---- |
| 2003   | Dallara F303-Spiess (en) Opel | Nico Rosberg        | 1         | 1              | 2               | 45     | 8e   | 6e   |
| 2003   | Dallara F303-Spiess (en) Opel | Andreas Zuber       | 0         | 0              | 0               | 2      | 24e  | 6e   |
| 2004   | Dallara F303-Spiess (en) Opel | Nico Rosberg        | 3         | 2              | 2               | 70     | 4e   | 6e   |
| 2004   | Dallara F303-Spiess (en) Opel | Andreas Zuber       | 0         | 0              | 0               | 0      | NC   | 6e   |
| 2005   | Dallara F303-Spiess (en) Opel | Giedo van der Garde | 0         | 1              | 1               | 34     | 9e   | 7e   |
| 2005   | Dallara F303-Spiess (en) Opel | Kohei Hirate        | 0         | 0              | 0               | 18     | 12e  | 7e   |

#### Résultats dans les courses spéciales de Formule 3
| Saison | Voiture                       | Course                | Pilote              | Pole | Meilleur tour | Pos. |
| ------ | ----------------------------- | --------------------- | ------------------- | ---- | ------------- | ---- |
| 2003   | Dallara F303-Spiess (en) Opel | Masters de Formule 3  | Andreas Zuber       | non  | non           | 26e  |
| 2004   | Dallara F303-Spiess (en) Opel | Masters de Formule 3  | Nico Rosberg        | non  | non           | 6e   |
| 2004   | Dallara F303-Spiess (en) Opel | Masters de Formule 3  | Andreas Zuber       | non  | non           | 25e  |
| 2004   | Dallara F303-Spiess (en) Opel | GP de Macao de F3     | Nico Rosberg        |      |               | NC   |
| 2004   | Dallara F303-Spiess (en) Opel | Super Prix de Bahreïn | Nico Rosberg        |      |               | 2e   |
| 2005   | Dallara F303-Spiess (en) Opel | Masters de Formule 3  | Kohei Hirate        | non  | non           | 6e   |
| 2005   | Dallara F303-Spiess (en) Opel | Masters de Formule 3  | Giedo van der Garde | non  | non           | 6e   |
| 2005   | Dallara F303-Spiess (en) Opel | GP de Macao de F3     | Kohei Hirate        |      |               | NC   |

#### Résultats en championnat d'Allemagne de Formule 3
| Saison | Voiture                       | Pilotes            | Victoires | Poles | Meilleurs tours | Points | C.P.     | C.C.     |
| ------ | ----------------------------- | ------------------ | --------- | ----- | --------------- | ------ | -------- | -------- |
| 1999   | Dallara F399-Sodemo Renault   | Pierre Kaffer      | 0         | 2     | 1               | 71.5   | 8e       | 7e       |
| 1999   | Dallara F399-Sodemo Renault   | Kari Mäenpää       | 0         | 0     | 0               | 2      | 21e      | 7e       |
| 1999   | Dallara F399-Sodemo Renault   | Wouter van Eeuwijk | 0         | 0     | 0               | 0      | NC       | 7e       |
| 2000   | Dallara F399-Sodemo Renault   | Kari Mäenpää       | 0         | 0     | 0               | 15     | 21e      | 15e      |
| 2000   | Dallara F399-Sodemo Renault   | Hannu Viinikainen  | 0         | 0     | 0               | 1      | 28e      | 15e      |
| 2001   | Dallara F301-Sodemo Renault   | Gary Paffett       | 1         | 1     | 2               | 123    | 6e       | 6e       |
| 2001   | Dallara F301-Sodemo Renault   | Laurent Delahaye   | 0         | 0     | 0               | 4      | 26e      | 6e       |
| 2002   | Dallara F302-Spiess (en) Opel | Gary Paffett       | 7         | 6     | 6               | 83     | Champion | Champion |
| 2002   | Dallara F302-Spiess (en) Opel | Kimmo Liimatainen  | 1         | 1     | 0               | 22     | 10e      | Champion |

- C.P. = Position au Championnat des Pilotes, C.C. = Position au Championnat des Constructeurs.